# Recurvirostra
Recurvirostra es un género de aves caradriformes de la familia Recurvirostridae conocidas vulgarmente como avocetas. Tienen un pico muy característico, delgado y curvado hacia arriba, del que deriva el nombre del género, ya que consiste en la combinación de las palabras latinas recurvus «curvado hacia atrás» y rostrum que significa «pico». Son aves limícolas con una distribución mundial que viven en lagunas poco profundas donde capturan invertebrados.

## Especies
Se reconocen cuatro especies de Recurvirostra:
- Recurvirostra avosetta - avoceta común
- Recurvirostra americana - avoceta americana
- Recurvirostra novaehollandiae - avoceta australiana
- Recurvirostra andina - avoceta andina